# Зуб, Николай Антонович
Николай Антонович Зуб (1911—1943) — советский военный лётчик штурмовой авиации, участник Великой Отечественной войны, Герой Советского Союза.

## Биография
Родился в 1911 году в селе Покровка (ныне Веселиновского района Николаевской области Украины) в крестьянской семье. Украинец.
Член ВКП(б) с 1932 года. В Красной Армии с 1933 года. В 1935 году окончил Сталинградское военно-авиационное училище лётчиков. В 1937—1939 годах в рядах советских добровольцев сражался в Китае и Испании. Участник советско-финской войны 1939—1940 гг., за которую он был награждён медалью «За отвагу».
С началом Великой Отечественной войны на фронте. Одним из первых освоил штурмовик Ил-2 и стал обучать молодых лётчиков. К июлю 1943 года Николай Антонович Зуб, совершивший 120 боевых вылетов — командир 210-го штурмового авиационного полка (230-я штурмовая авиационная дивизия, 4-я воздушная армия, Северо-Кавказский фронт).
22 июля 1943 года гвардии подполковник Николай Зуб возглавил группу из сотни самолётов, нацеленную на штурмовку оборонительной полосы немцев на Таманском полуострове, так называемой «голубой линии». В районе села Молдаванское (Крымский район Краснодарского края) огнём зенитной артиллерии лётчик-штурмовик был сбит.
Похоронен в городе Слуцк Минской области.

## Награды
- Указом Президиума Верховного Совета СССР от 13 апреля 1944 года за образцовое выполнение боевых заданий командования на фронте борьбы с немецко-фашистскими захватчиками и проявленные при этом мужество и героизм, гвардии подполковнику Николаю Антоновичу Зубу посмертно присвоено звание Героя Советского Союза.
- Медаль «Золотая Звезда»;
- дважды орден Ленина;
- орден Красного Знамени;
- орден Отечественной войны 1-й степени;
- орден Красной Звезды;
- медаль «За отвагу».